# Roscoe Hill
Roscoe Hill, född 9 november 1994 i Detroit, Michigan, är en amerikansk boxare.

## Karriär
Hill tog silver i flygvikt vid VM 2021 och brons i flygvikt vid de Panamerikanska spelen 2023.